# آرتاشس کالاجیان
آرتاشس آرمناکی کالاجیان ( روسی: Арташес Арменакович Калайджан/Калайджян؛ زادهٔ ۲۸ دسامبر ۱۹۷۱) بازیکن فوتبال بازنشسته در پست هافبک/مهاجم و مربی فوتبال ارمنی‌تبار اهل روسیه است.

## باشگاهی
از باشگاه‌هایی که در آن بازی کرده‌است می‌توان به باشگاه فوتبال ژمچوژینا-سوچی، باشگاه فوتبال وولگار آستراخان، باشگاه فوتبال چرنومورتس نووراسییسک و باشگاه فوتبال زسکا روستوف-نا-دونو اشاره کرد.